# Manuel Yarza
Manuel Yarza (Vigo, Pontevedra, 1884) fue un futbolista español de los primeros años del siglo XX que jugaba de centrocampista. Integrante histórico del Madrid Foot-Ball Club junto a su hermano Joaquín Quincho Yarza, fue campeón de España de Copa en cuatro ocasiones consecutivas, de 1905 a 1908. Curiosamente en la edición de 1908 ambos fueron rivales, para después recalar en el Español de Madrid. Según crónicas de la época ambos hermanos compartieron también equipo en su Vigo natal.

## Biografía
La escasez de crónicas y fuentes en su época no permite indicar sus datos personales más allá de los indicados. Se sabe que nació en 1884 en Vigo. Él y su hermano Quincho fueron dos de los jugadores que, tras militar en el Moderno Foot-Ball Club, se unieron al primer equipo del Madrid Foot-Ball Club en 1904, fecha de la fusión de las entidades conocida brevemente como Madrid-Moderno Foot-Ball Club, y en el que jugó hasta 1908. A partir de esa fecha se sabe que se enroló en el Español Foot-Ball Club de Madrid al menos durante dos temporadas y existen crónicas que le sitúan en el Vigo Foot-Ball Club, predecesor del Real Vigo Sporting Club, junto a su hermano desde 1907, si bien parece que fue de manera esporádica.

## Estadísticas

### Clubes
Datos actualizados a fin de carrera deportiva.
En la temporada 1910-11 el maltrecho Español Foot-ball Club, que languidecía y esperaba un resurgir, se dio finalmente de baja de la federación madrileña. Es posible que pasase a formar parte como sucursal o filial del Club Deportivo Español de Barcelona, igual que sucedía con el Athletic Club y su sucursal madrileña del Athletic de Madrid, pues muchos de sus integrantes figuran en dicho club en el Campeonato de España de 1911. Bajo tal condición no podían clasificarse para el torneo nacional, motivo por el que no participaron en el Campeonato Regional Centro 1910-11. Se desconocen los años de su vinculación al Vigo Football Club; pudo ser en el verano de 1907, cuando crónicas de la época sitúan a los dos hermanos como integrantes del club para disputar la Copa Compostela y donde figuran también varios integrantes y compañeros del Madrid Foot-ball Club, quizá prestados durante el verano.
| Club                 | Temporada          | Div.               | Liga        | Liga        | Copa  | Copa  | Regional | Regional | Total | Total | Media goleadora |
| Club                 | Temporada          | Div.               | Part.       | Goles       | Part. | Goles | Part.    | Goles    | Part. | Goles | Media goleadora |
| -------------------- | ------------------ | ------------------ | ----------- | ----------- | ----- | ----- | -------- | -------- | ----- | ----- | --------------- |
| Moderno F. C.        | 1903-04            | 1.ª C.             | Inexistente | Inexistente | —     | —     | ?        | ?        | 0+    | 0+    | 0               |
| Madrid-Moderno F. C. | 1903-04            | 1.ª C.             | Inexistente | Inexistente | —     | —     | 1        | 2        | 1     | 2     | 2.00            |
| Madrid F. C.         | 1904-05            | 1.ª C.             | Inexistente | Inexistente | —     | —     | 1        | —        | 1     | 0     | 0               |
| Madrid F. C.         | 1905-06            | 1.ª C.             | Inexistente | Inexistente | 2     | —     | 1        | ?        | 3     | 0+    | 0               |
| Madrid F. C.         | 1906-07            | 1.ª C.             | Inexistente | Inexistente | 4     | —     | 2        | —        | 6     | 0+    | 0               |
| Madrid F. C.         | 1907-08            | 1.ª C.             | Inexistente | Inexistente | 1     | —     | 5        | —        | 6     | 0     | 0               |
| Total Madrid F. C.   | Total Madrid F. C. | Total Madrid F. C. | 0           | 0           | 7     | 0     | 10       | 2+       | 17    | 2+    | 0.12            |
| Español F. C.        | 1908-09            | 1.ª C.             | Inexistente | Inexistente | 2     | —     | 3        | —        | 5     | 0     | 0               |
| Español F. C.        | 1909-10            | 1.ª C.             | Inexistente | Inexistente | 2     | —     | 2        | —        | 4     | 0     | 0               |
| Español F. C.        | 1910-11            | 1.ª C.             | Inexistente | Inexistente | —     | —     | —        | —        | 0     | 0     | 0               |
| Total club           | Total club         | Total club         | 0           | 0           | 4     | 0     | 5        | 0        | 9     | 0     | 0               |
| Total carrera        | Total carrera      | Total carrera      | 0           | 0           | 11    | 0     | 15       | 2+       | 26    | 2+    | 0.08            |
| 1. 2. 3. 4.          |                    |                    |             |             |       |       |          |          |       |       |                 |

## Palmarés

### Campeonatos nacionales
| Título | Club                  | Año  |
| ------ | --------------------- | ---- |
| Copa   | Madrid Foot-ball Club | 1905 |
| Copa   | Madrid Foot-ball Club | 1906 |
| Copa   | Madrid Foot-ball Club | 1907 |
| Copa   | Madrid Foot-ball Club | 1908 |

### Campeonatos regionales
| Título              | Club                   | Año  |
| ------------------- | ---------------------- | ---- |
| Campeonato Regional | Madrid Foot-ball Club  | 1905 |
| Campeonato Regional | Madrid Foot-ball Club  | 1906 |
| Campeonato Regional | Madrid Foot-ball Club  | 1907 |
| Campeonato Regional | Madrid Foot-ball Club  | 1908 |
| Campeonato Regional | Español Foot-ball Club | 1909 |